# فرانك مايزلر
فرانك مايزلر (بالإنجليزية: Frank Meisler)‏ (و. 1929 – م) هو نَحّات، ومهندس معماري من المملكة المتحدة . ولد في غدانسك .

## أعمال بارزة
من أهم أعماله:
- Kindertransport – The Arrival.

## جوائز
حصل على جوائز منها:
- وسام الجدارة من الدرجة الأولى صنف الاستحقاق من جمهورية ألمانيا الاتحادية
- وسام الجدارة من الدرجة الأولى صنف الاستحقاق من جمهورية ألمانيا الاتحادية.

## معرض صور

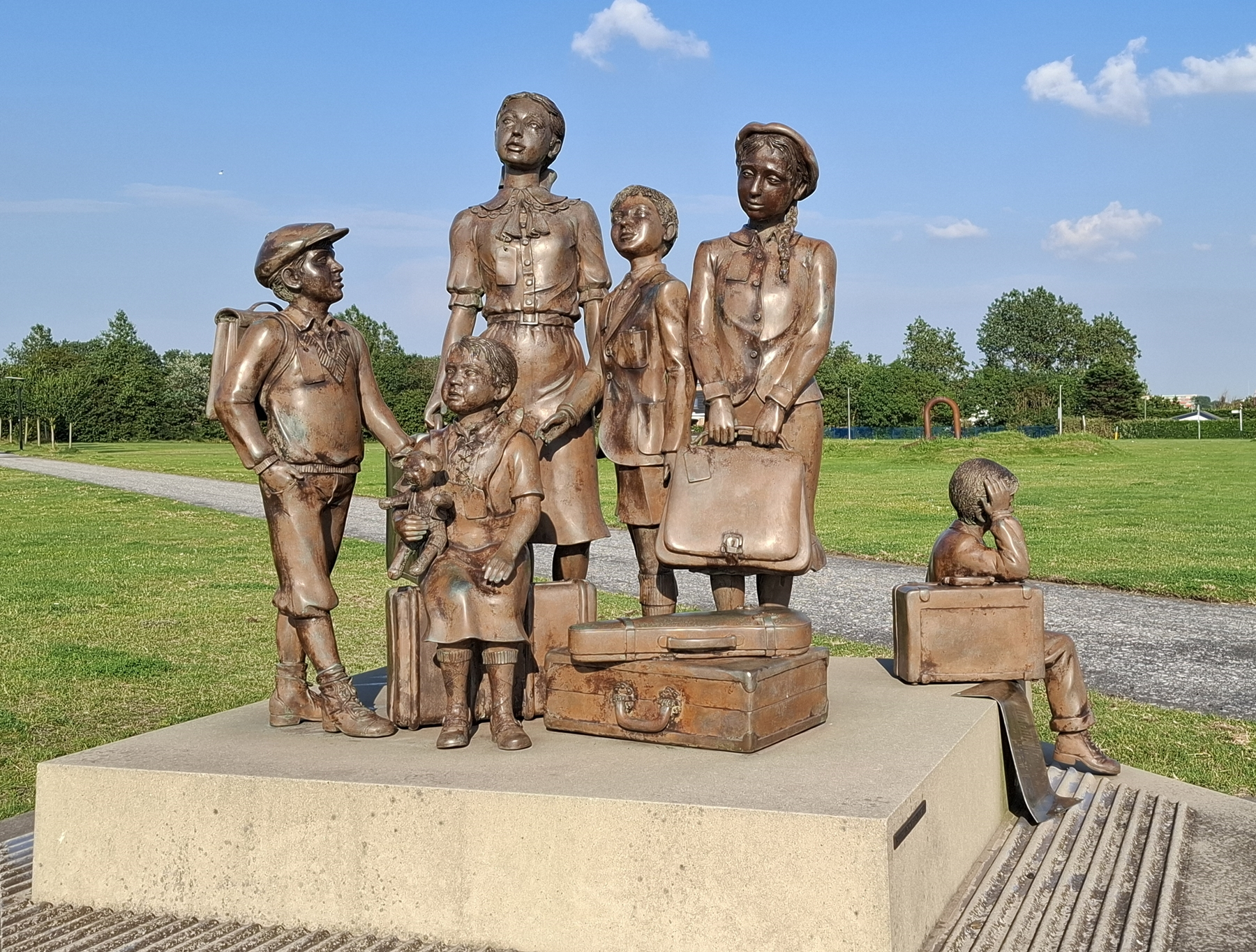
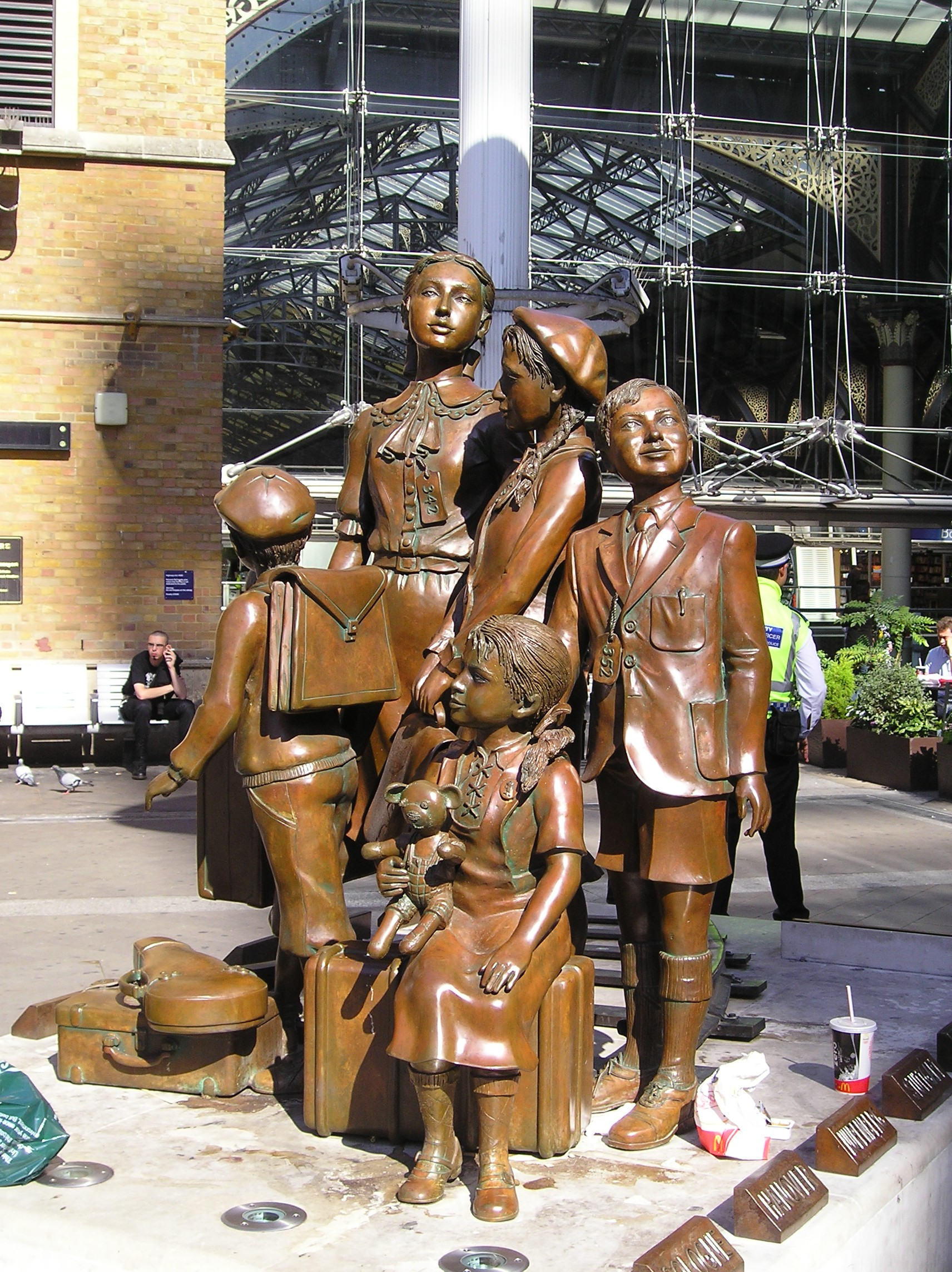
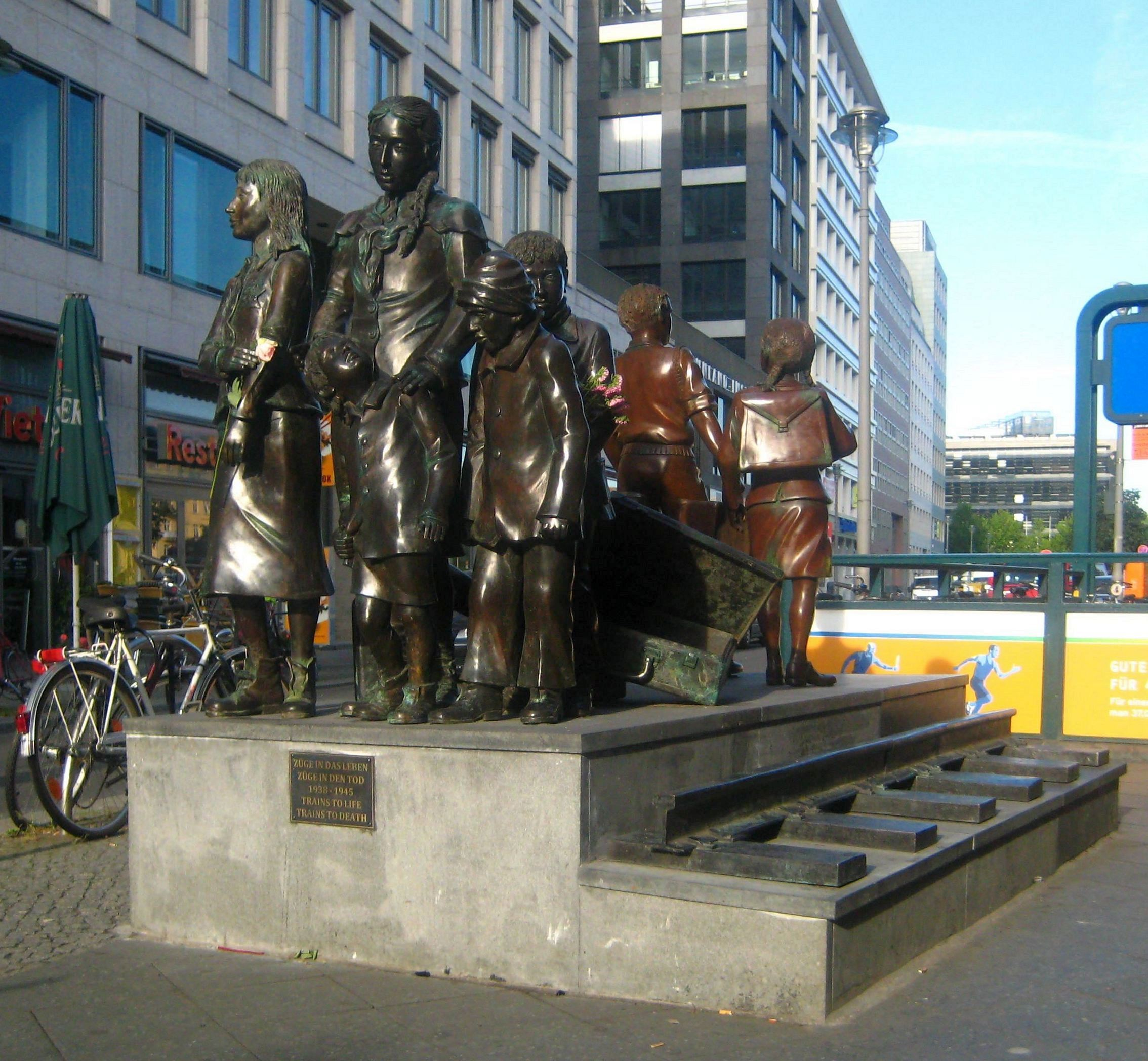
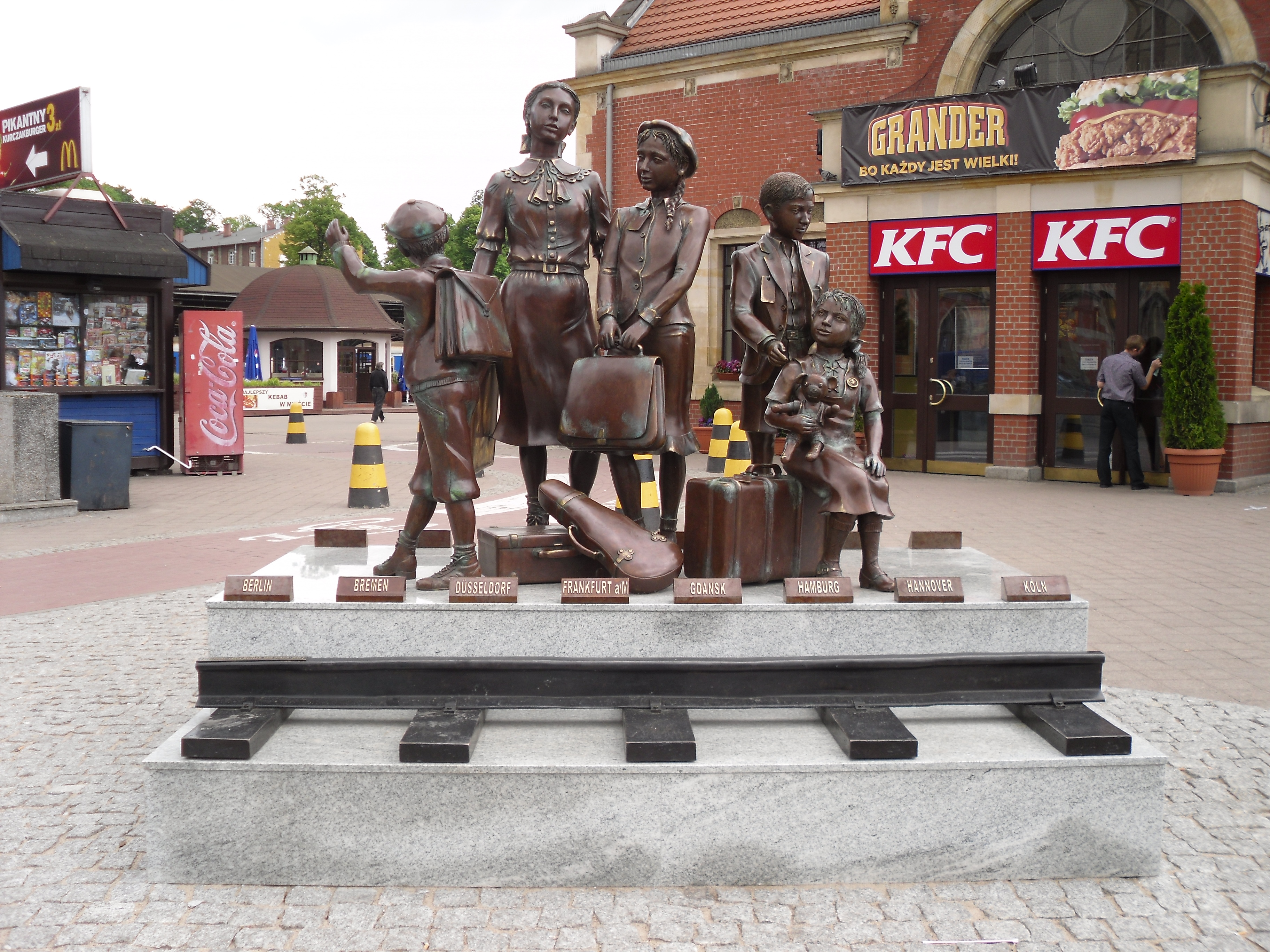